# Helena Rögnerová
Helena Rögnerová (ur. 13 stycznia 1955 w Hořicach) – czeska polityk i ekonomistka, senator, posłanka do Parlamentu Europejskiego V kadencji (2004), wiceminister zdrowia.

## Życiorys
Ukończyła studia w Wyższej Szkole Ekonomicznej w Pradze, po czym pracowała jako ekonomistka i menedżer, od lat 90. głównie w służbie zdrowia. W latach 1996–1999 była dyrektorem Szpitala Uniwersyteckiego w Motole.
W 2000 jako bezpartyjna kandydatka Czwórkoalicji (rekomendowana przez KDU-ČSL) została wybrana do czeskiego Senatu. Od 2003 pełniła funkcję obserwatora w Parlamencie Europejskim, od maja do lipca 2004 sprawowała mandat eurodeputowanej V kadencji w ramach delegacji krajowej. W wyborach europejskich w 2004 bez powodzenia kandydowała do PE z ramienia listy wyborczej zorganizowanej przez ugrupowania liberalne. W 2006 również bezskutecznie ubiegała się o senacką reelekcję.
W 2007 objęła stanowisko dyrektora zarządzającego przedsiębiorstwa prowadzącego klinikę rehabilitacji pod nazwą Rehabilitační klinika Malvazinky. Później była dyrektorem departamentu nadzoru nad ubezpieczeniami zdrowotnymi w ministerstwie zdrowia. W 2013 objęła funkcję wiceministra zdrowia (pełniła tę funkcję do 2014 i ponownie od 2018).